# Inhala-das-montanhas
O Tragelaphus buxtoni (inhala-das-montanhas) é um antílope endêmico da região central da Etiópia.